# EMP Merchandising
EMP Merchandising znany także jako EMP Merchandising Handelsgesellschaft mbH, Large Popmerchandising oraz Sweden Rock Shop – niemiecki sklep zajmujący się sprzedażą wysyłkową produktów związanych z modą i muzyką alternatywną oraz artykułów dla fanów filmów, seriali i gier. Firma dystrybuuje kwartalny katalog dla klientów. W raporcie z 2003 r. Izba Handlowa w Osnabrück uznała firmę za największą firmę zajmującą się sprzedażą wysyłkową muzyki Heavy Metal i Hard Rock w Niemczech. We wrześniu 2018 roku Warner Music Group przejęła EMP od Sycamore Partners.
Założona w 1986 roku przez Franka Janetzky’ego i Felixa Lethmate’a firma ma siedzibę w Dolnej Saksonii w Lingen, w Niemczech, z oddziałami w całej Europie.
W 2007 r. firma zatrudniała ponad 240 osób. EMP dystrybuuje płyty muzyczne i inne towary, w tym koszule i guziki zespołów rockowych i heavymetalowych. EMP dystrybuuje swoje artykuły w Niemczech, Austrii, Szwajcarii, Finlandii, Włoszech, Francji, Hiszpanii, Polsce, Wielkiej Brytanii, Holandii (pod nazwą Large Popmerchandising) i Szwecji (pod nazwą Sweden Rock Shop).
W 2007 r. firma została uhonorowana nagrodą Echo jako Partner Handlowy Roku.